# Jessica Cauffiel
Jessica Cauffiel (Detroit, 30 marzo 1976) è un'attrice statunitense.

## Filmografia parziale

### Cinema
- Sperduti a Manhattan (The Out-of-Towners), regia di Sam Weisman (1999)
- Road Trip, regia di Todd Phillips (2000)
- Urban Legend - Final Cut, regia di John Ottman (2000)
- Valentine - Appuntamento con la morte (Valentine), regia di Jamie Blanks (2001)
- La rivincita delle bionde (Legally Blonde), regia di Robert Luketic (2001)
- You Stupid Man, regia di Brian Bruns (2002)
- Una bionda in carriera (Legally Blonde 2: Red, White & Blonde), regia di Charles Herman-Wurmfeld (2003)
- Fratelli per la pelle (Stuck on You), regia di Bobby Farrelly e Peter Farrelly (2003)
- D.E.B.S. - Spie in minigonna (D.E.B.S.), regia di Angela Robinson (2004)
- White Chicks, regia di Keenen Ivory Wayans (2004)
- Indovina chi (Guess Who), regia di Kevin Rodney Sullivan (2005)
- Indian - La grande sfida (The World's Fastest Indian), regia di Roger Donaldson (2005)
- Hoot, regia di Wil Shriner (2006)

### Televisione
- The Drew Carey Show (2002-2003)
- My Name Is Earl (2006-2007)

## Doppiatrici italiane
- Domitilla D'Amico in La rivincita delle bionde, Una bionda in carriera, D.E.B.S. - Spie in minigonna
- Rossella Acerbo in White Chicks, Urban legend:final cut